# سنتینل-۲
سنتینل-۲ (انگلیسی: Sentinel-2) یکی از پروژه‌های رصد زمین است که توسط آژانس فضایی اروپا به عنوان بخشی از برنامه کوپرنیک به منظور بهبود مأموریت‌های دیده‌بانی زمین و پشتیبانی از خدماتی مانند پایش جنگل‌ها، بررسی تغییرات پوشش زمین و مدیریت بلایای طبیعی توسعه یافته است. این پروژه شامل دو ماهواره یکسان سنتینل-۲ای و سنتینل-۲بی است.

## دید کلی
مأموریت سنتینل-۲ دارای این قابلیت‌ها و توان‌هاست:
- تصویربرداری چندطیفی با ۱۳ باند در محدوده طیف مرئی، فروسرخ نزدیک و موج کوتاه فروسرخ از طیف الکترومغناطیسی
- پوشش جهانی منظم از سطح زمین از مدار ۵۶ درجه جنوبی تا ۸۴ درجه شمالی، آب‌های ساحلی و تمام دریای مدیترانه
- بازبینی یک منطقه در فاصله زمانی ۵ روزه با همان زاویه دید. نوار تصویربرداری سنتینل-۲ در ارتفاعات بلند و برخی مناطق هم‌پوشانی داشته و ممکن است در فاصله ۵ روزه دو بار یا بیشتر با زاویه دید متفاوت مورد تصویربرداری قرار گیرند.
- قدرت تفکیک ۱۰، ۲۰ و ۶۰ متر
- میدان دید ۲۹۰ کیلومتر
- دیتای آزاد و رایگان

## پرتاب
دو ماهواره پروژه سنتینل-۲ در جهت مخالف هم در مدار کار می‌کنند. پرتاب ماهواره سنتینل-۲ای در ۲۳ ژوئن ۲۰۱۵ با استفاده از موشک وگا انجام شد. سنتینل-۲بی نیز در ۷ مارس ۲۰۱۷ با استفاده از همین حامل پرتاب در مدار خود قرار گرفت.